# 竜帰駅
竜帰駅（りゅうきえき）は、中華人民共和国広東省広州市白雲区広花公路と南村大道の北に位置する広州地下鉄3号線の駅。

## 利用可能な鉄道路線
広州地下鉄
■3号線

## 駅構造
| 地下1階 | コンコース                 | 改札口、自動券売機、サービスセンター、駅商店、駅警備室、セキュリティ |  |
| 地下2階 | 1番線                      | 3号線 嘉禾望崗へ（海傍方面）                                         |  |
|         | 島式ホーム、左側の扉が開く |                                                                      |  |
|         | 2番線                      | 3号線 人和へ（機場北方面）                                           |  |

## 駅周辺
- 竜帰城

## 歴史
- 2010年10月30日 - 開業。

## 隣の駅
広州地下鉄
■3号線
人和駅 326 - 竜帰駅 326 - 嘉禾望崗駅 325